# 夏林清
夏林清（1953年2月9日—），北京师范大学教育学部资深讲座教授，輔仁大學心理學系退休教授
，工運及性工作者勞動權益社會運動人士，丈夫為鄭村棋，父親為夏曉華。

## 經歷
夏林清出生於陽明山腳下的眷村，父親夏曉華是正聲廣播公司、台灣日報、台灣晚報創辦人，其兄夏鑄九曾為台灣大學建築與城鄉研究所所長。1970年代，就讀政治大學教育系期間參與台灣保釣運動，開始政治意識之啟蒙。後於美國就讀哈佛大學博士班期間，接觸左翼人士，獲得思想啟發。
台灣解嚴後，各項社會議題浮出檯面，社會運動風起雲湧，夏林清與夫婿鄭村棋一同籌組經營工人立法行動委員會，致力於勞工運動。1999年，參與成立日日春關懷互助協會，致力於性交易合法化的主張。
夏林清代表人民民主陣線投入2012年立法委員選舉臺北市第二選舉區，強調人民老大，人人參政，改變現有的腐化代議政治。夏林清以得票數1,364票、得票率0.69%落選。

### 輔大時期
身為心理學系教授，夏林清在天主教輔仁大學的教書生涯長達30多年。在校期間先後擔任過學生輔導中心主任、心理學系系主任、社會科學院院長等多項職務。輔大心理學系對此有高度的評價，認同夏林清在教學研究與服務上做出的貢獻。

### 北师大執教
2006年8月北京师范大学教育管理学院邀請在輔仁大學心理學系任教的夏林清，前往北京舉辦行動研究教學系列講座。2007年6月夏林清在北师大參加了兩場工作坊，分別是「校长的行动研究～学校领导与组织学习」和「教师和他的学生们：‘家’的社会田野与‘学校的体制细缝’」。2010年5月時任輔大心理系主任的夏林清，應邀到北师大教育学部舉辦為期近一個月的「关于家庭——自我成长」工作坊，培訓對象是該學部的研究生和教師，教育学部表示學校師生收穫豐富，希望夏林清將來有機會能再來北师大。
2018年夏林清自輔大退休前夕，北师大決議聘任夏林清為教育学部资深讲座教授，学部部长朱旭东教授對此表示歡迎，稱讚夏林清在學術界德高望重，對於行動研究領域具有重大影響力，推動基礎教育第一線的中小學老師的有關研究，相信聘請夏林清有助於北师大的人才培育和師資的队伍建设。2018年9月夏林清透過北师大出版社，在中國大陸發行了唐納德·舍恩著作的簡化字譯本。

### 兩岸學術交流
2004年5月第一屆「海峡两岸教育行动研究研讨会」在北京师范大学召開，由北京师范大学教育学院、國立新竹師範學院主辦，北京教育科学研究所、台灣行動研究學會協辦。與會者共有50多位學者和基層教師，夏林清在會議上發表了學術會議論文基層教師的位置與草根的方法。

### 中國大陸學術活動
輔大時期的夏林清，2012年11月受邀參訪中国科学院心理研究所继续教育学院進行學術交流，報告講題為「走出一条人文社会科学的知识解殖之路」，與會者包括該學院心理所的師生和北京市中小學教師。
北京外国语大学人事处教师发展中心2018年邀請夏林清，開設半年3期的「教师行动研究工作坊」，以北外的教師為對象進行連貫的授課指導。
夏林清加入北师大後，长春工业大学东北社会工作实务教育培训中心2018年6月舉辦「全国EAP与企业社会工作高级研修班」，夏林清在班上介紹了行動研究並探討學習與發展生涯的相關議題。
2018年7月中国社会心理学会在雲南召開「2018年学术年会暨第九届会员代表大会」，由夏林清進行其中一場特邀報告，講題「社会改革过程中的失落与改变—在哀伤凝视裡的我们」。大會召開前夕適逢楊國樞逝世，學會舉辦追思會，夏林清等人在會中發表悼念感言。
云南大学民族学与社会学学院2018年9月邀請夏林清主持培訓，主題「社会工作教育与行动研究」，對象是該學院的社會工作專業碩士研究生導師。
由复旦大学心理学系、复旦大学心理研究中心主辦的「第三届华人应用心理国际学术研讨会」2018年11月在上海召開，其中一場3個小時的会中工作坊「身心复元的路径——用‘身心复原’一词替代‘心理治疗’一词的思索与研发路径」由夏林清主持。
夏林清以北师大教育学部教授的身份，於2018年12月應邀前往泉州师范学院外聘學術講座蒞校演講，講座主題為「斗室星空——家风家训的行动研究」。

## 著作
- 《家是個張力場》由心靈工坊出版 (2020年)

## 爭議

### 輔大性侵事件衍生案之處置
2015年至2016年期間，時任輔仁大學社會科學院院長的夏林清，應受害女學生要求，加入由當時輔大心理系系主任何東洪成立之教育輔導工作小組，處理受輔大心理系性侵事件波及之系上師生社會關係。工作小組的處理方式引發社會輿論爭議，掀起軒然大波。2016年9月輔大召開緊急會議，決議暫停夏林清的院長職務。2017年5月中華民國教育部同意核准輔大校方的公文，做成夏林清停聘一年處分，但可以用代課老師的身份「自代自課」繼續課程教學。2018年夏林清停職一年期滿，屆齡退休。

### 政治立場鮮明清晰
夏林清長期參與左翼社會運動陣營，但跟所谓“台獨左派”社運團體的主張迥异。輔心事件發生後，面對外界批判處理不當的聲音，夏林清直接採取鬥爭的方式將其打成「敵我矛盾」，質疑評論者的動機是因為政治立場不同而針對自己。

### 對輔大性侵事件衍伸案相關人事提訟
2018年11月6日，夏林清對2015年輔大校園性侵事件中發表評論的苗博雅興訟求償；2019年1月22日，台北地方法院認為苗博雅所為之言論，事實陳述部分，經合理查證且有相當依據得確信為真；就言論之意見表達部分，屬可受公評之事所為之善意評論，判決敗訴。
女大生批夏林清「老處女、缺德」　法院認證：不算公然侮辱 （页面存档备份，存于）
事後一名蘇姓女大學生在夏林清的臉書留言批評「一直鼓吹情慾流動結果穿的跟老處女一樣」、「缺德」等，被依公然侮辱罪起訴，但台北地院認為蘇女以「處女」形容觀念保守，雖然不雅，但並非無端謾罵，「缺德」則是評論夏的作為，並無觸法，因此判蘇女無罪。
2018年，夏林清向台北士林地方法院提告朱伯銘（判決書中以Ｂ男代稱）及性侵事件受害者（Ａ女）「侵害名譽」，求償新台幣壹圓。。2020年1月31日一審結果，士林地方法院107年度訴字第1087號判決「夏林清勝訴，朱伯銘敗訴，夏林清其餘之訴駁回」。判決指出，朱伯銘於2016年5月29日＜關於Ａ女的性侵事件＞臉書文章，情節多處「顯與客觀事實不符」（判頁六第31行），夏林清於713會談中並未如朱臉書文章所描述，斷然斥責受害者是酒後亂性，也沒有指責A女不得自命為受害者，然朱伯銘刻意「剪接拼湊」（判頁六第28行）夏林清在當日談話中不同時點、脈絡下之發言，使得「語言內涵質變」（判頁六第30行）。
同時，針對朱文暗指夏林清擔憂性侵「醜聞」成為壓垮系上的最後一根稻草，遂以其權威位置「封口」Ａ女向輔大性平會申請調查，宛如「白色恐怖」等指控，法院判稱Ｂ男所言「實欠缺合理（事實）依（根）據」（判頁十七第18行、頁十八第11行），「難認與事實相符」（判頁十五第22行）、「難認其發表言論為適當」（判頁十五第25行），客觀上已達「貶抑」夏林清「社會評價」、構成其「名譽權之侵害」（判頁十三第31行 至 頁十四第1行）。
2018年，夏林清向臺北高等行政法院提告天主教私立輔仁大學與中華民國教育部「撤銷停聘處分」。108年4月11日一審結果，台北高等行政法院107年度訴字第401號判決「夏林清勝訴，輔大及教育部均敗訴」。判決指出，教評會停聘夏林清之過程並未踐行正當程序，特別是輔大校長對於校教評會之不當干預，係出於「外界輿論與經濟制裁壓力」（包含教育部對輔大施加之壓力）（判頁18至20），與教師是否適格無關，因此判決輔大對夏林清停聘一年之行政處分撤銷、教育部核准停聘處分撤銷。
109年6月4日，最高行政法院109年度判字第312號二審定讞，維持原判決，夏林清勝訴、教育部敗訴（核准輔大停聘之行政處分予以撤銷）。
輔大部分因私校屬私法契約，非屬行政法院管轄，移送新北地院審理。

## 備註
1. ↑  中华人民共和国於1950年代初期進行「院系調整」政策，多所大學併入北师大，原天主教輔仁大學是其中之一，因此在歷史意義上北师大可以視為輔大在中國大陸的存續學校。
2. ↑  台灣行動研究學會的創辦人是夏林清，同時也是該會的創會理事長。行研會員在研究方法和論述上受到夏林清的深遠影響，該學會坦言：「行研學會諸多成員受此方法影響甚深」[8]。
3. ↑  這些台灣左翼團體包括夏潮聯合會、勞動黨、民主學生聯盟、全國學生運動聯盟、日日春關懷互助協會、工人立法行動委員會、人民火大行動聯盟、人民民主黨等社會組織。[24]

## 外部連結
- 夏林清老師 | 輔仁大學心理學系 （页面存档备份，存于）
- 夏林清簡歷小傳 （页面存档备份，存于）
- 夏林清Facebook